# Marlen Haushofer
Marlen Haushofer, nacida Marie Helene Frauendorfer (Frauenstein, 11 de abril de 1920, Viena, 21 de marzo de 1970) fue una escritora austriaca.

## Biografía
Marlen Haushofer nació en Frauenstein, localidad de la Alta Austria, en la comunidad de Molln.
Desde 1930 acude al internado de las Ursulinas en la próxima ciudad de Linz. En el curso 1938/39 pasa al instituto de Kreuzschwestern. Tras una corta fase de trabajo social comienza a estudiar Germanística en la Universidad de Viena y desde 1943 en Graz. Se casa en 1941 con el odontólogo Manfred Haushofer, con quien marcha a Steyr. La pareja, que se separa en 1950 y vuelve a unirse en 1957, tiene un hijo, el segundo de Marlen Haushofer que aportó uno previo al matrimonio. 
Desde 1946 publica relatos cortos en los periódicos. Un primer éxito llega en 1952 con la novela corta Das fünfte Jahr (El quinto año) que, siguiendo el título, describe con sobria cercanía ese año de crecimiento de un niño. La novela Die Wand (La pared), publicada en 1963, es probablemente la obra más importante de Haushofer. En ella narra la vida de una mujer que despierta en un mundo donde aparentemente no queda nadie más, aislada en un pedazo de bosque por un muro invisible. La novela fue llevada al cine en 2012 por el director Julian Roman Pölsler.
La actual investigación sobre la mujer en la literatura está ofreciendo una nueva recepción a su obra. 
El 21 de marzo de 1970 fallece a la edad de 49 años en Viena.

## Premios y reconocimientos
- 1953 Premio del Estado de Literatura
- 1956 Premio Fundación Theodor-Körner
- 1963 Premio Arthur-Schnitzler
- 1965 Premio Libro para niños de la ciudad de Viena
- 1967 Premio Libro para niños de la ciudad de Viena
- 1968 Premio del Estado de Literatura

Cada dos años se entrega el Premio de Literatura Marlen Hauhofer de Steyr

## Obra
- Das fünfte Jahr. Novelle. Jungbrunnen, Wien 1952
- Eine Handvoll Leben. Roman. Zsolnay, Wien 1955, ISBN 3-423-13275-2
- Die Vergißmeinnichtquelle. Erzählungen. Bergland, Wien 1956
- Die Tapetentür. Roman. Zsolnay, Wien 1957; Deutscher Taschenbuch-Verlag, München 1991, ISBN 3-423-11361-8
- Wir töten Stella. Erzählung. Wien 1958
- Die Wand. Roman. Mohn, Gütersloh und Wien 1963; Claassen, Düsseldorf 1968; Klett, Stuttgart 1986, ISBN 3-12-351960-0; Deutscher Taschenbuch-Verlag, München 1991
- Bartls Abenteuer. Forum, Wien 1964; Claassen, Düsseldorf 1988, Deutscher Taschenbuch-Verlag, München 1990; Ullstein, München 2002, ISBN 3-548-60156-1
- Brav sein ist schwer. Kinderbuch. Jugend und Volk, Wien 1965; G und G, Wien 2003, ISBN 3-7074-0162-6
- Himmel, der nirgendwo endet. Roman. Mohn, Gütersloh 1966; Claassen, Düsseldorf 1969; Fischer, Frankfurt am Main 1986
- Lebenslänglich. Erzählungen. Stiasny, Graz 1966
- Müssen Tiere draußen bleiben? Jugendbuch. Jugend und Volk, Wien 1967; Deutscher Taschenbuch-Verlag, München 1993
- Schreckliche Treue. Erzählungen. Claassen, Düsseldorf 1968, Deutscher Taschenbuch-Verlag, München 1990
- Wohin mit dem Dackel? Jugendbuch. Zsolnay, Wien 1968; G und G, Wien 2004, ISBN 3-7074-0163-4
- Die Mansarde. Roman. Claassen, Düsseldorf 1969; Fischer, Frankfurt am Main 1990; Deutscher Taschenbuch-Verlag, München 1999, ISBN 3-423-12598-5 (La buhardilla. Editorial Contraseña, 2020; Traducción de Carmen Gauger; ISBN 978-84-121551-4-3)
- Schlimm sein ist auch kein Vergnügen. Kinderbuch. Jugend und Volk, Wien 1970; G und G, Wien 2003, ISBN 3-7074-0162-6
- Begegnung mit dem Fremden. Gesammelte Erzählungen I. Claassen, Düsseldorf 1985; Claassen, Hildesheim 1985, ISBN 3-546-44189-3; Deutscher Taschenbuch-Verlag, München 1990
- Die Frau mit den interessanten Träumen. Erzählungen. Deutscher Taschenbuch-Verlag, München 1990
- Marlen Haushofer: Die Überlebenden. Unveröffentlichte Texte aus dem Nachlaß. Aufsätze zum Werk.; hg. v. Christine Schmidjell, Linz (Landesverlag) 1991

### Obras radiadas
- Das Kreuzworträtsel. (El crucigrama) Rot-Weiß-Roientest, 12 de marzo de 1953
- Die Überlebenden. (Los supervivientes) Radio Bremen, 20 de junio de 1958
- Ein Mitternachtsspiel. (Un juego de medianoche) WDR, 27 de diciembre de 1984